# Bellator 157
Bellator 157: Dynamite 2（ベラトール・ワンフィフティセブン：ダイナマイト・ツー）は、アメリカ合衆国の総合格闘技団体「Bellator MMA」の大会の一つ。2016年6月24日、ミズーリ州セントルイスのスコットトレード・センターで開催された。

## 大会概要
本大会ではマイケル・チャンドラーとパトリッキー・フレイレによるBellator世界ライト級王座決定戦が組まれた。
北京オリンピック柔道金メダリストの石井慧、キャリア5戦全勝のケビン・エンゲル、ホアキン・バックリーがBellatorデビュー。
総合格闘技の試合ではサークルケージ、キックボクシングの試合ではリングが設置された。

## 試合結果

### プレリミナリーカード
第1試合 MMAルール ウェルター級ワンマッチ 5分3R
○  スティーブン・マン vs.  マイク・エストゥス ×
1R 0:25 TKO（膝蹴り）
第2試合 MMAルール フェザー級ワンマッチ 5分3R
○  ラシャード・ラブレス vs.  ギャレット・ミューラー ×
2R終了時 TKO（脚の負傷）
第3試合 MMAルール バンタム級ワンマッチ 5分3R
○  マット・マーフィー vs.  ジャスティン・ロビンス ×
2R 2:16 TKO（ドクターストップ）
第4試合 MMAルール フェザー級ワンマッチ 5分3R
○  ジャスティン・ローレンス vs.  ISAO ×
2R 2:49 TKO（パウンド）
第5試合 MMAルール ウェルター級ワンマッチ 5分3R
○  ギリェルメ・ヴァスコンセーロス vs.  ジョーダン・ダウディ ×
2R 4:59 リアネイキドチョーク
第6試合 キックボクシングルール 女子フライ級ワンマッチ 3分3R
○  タラ・ウォーカー vs.  ミミ・クッシン ×
3R終了 判定3-0
第7試合 キックボクシングルール ウェルター級ワンマッチ 3分3R
○  ダリル・コブ vs.  エルマー・クロスマン ×
2R 5:28 TKO（パンチ連打）
第8試合 MMAルール 180ポンド契約ワンマッチ 5分3R
○  ホアキン・バックリー vs.  クリス・ヘザーリー ×
2R 4:14 KO（膝蹴り）
第9試合 MMAルール 180ポンド契約ワンマッチ 5分3R
○  ブラッド・ジョーンズ vs.  タイラー・クラウゼン ×
1R 0:26 KO（ハイキック）
第10試合 MMAルール ウェルター級ワンマッチ 5分3R
○  チェル・アーウィン＝デイヴィス vs.  ケビン・エンゲル ×
2R 1:19 リアネイキドチョーク

### メインカード
第11試合 MMAルール ヘビー級ワンマッチ 5分3R
○  マット・ミトリオン vs.  カール・セウマヌタファ ×
1R 3:22 KO（パウンド）
第12試合 キックボクシングルール 女子フライ級ワンマッチ 3分3R
○  グロリア・ペリトアー vs.  デニス・キルホルツ ×
3R終了 判定2-1
第13試合 MMAルール 女子フライ級ワンマッチ 5分3R
○  イリマ＝レイ・マクファーレン vs.  レベッカ・ルース ×
2R 3:00 リアネイキドチョーク
第14試合 キックボクシングルール フェザー級ワンマッチ 3分3R
○  ケビン・ロス vs.  ジャスティン・ホートン ×
3R終了 判定3-0
第15試合 Bellator世界ライト級王座決定戦 5分5R
○  マイケル・チャンドラー vs.  パトリッキー・フレイレ ×
1R 2:14 KO（右ストレート）
※チャンドラーが王座獲得に成功。
第16試合 MMAルール 225ポンド契約ワンマッチ 5分3R
○  クイントン・"ランペイジ"・ジャクソン vs.  石井慧 ×
3R終了 判定2-1

### ポストTVカード
第17試合 MMAルール ヘビー級ワンマッチ 5分3R
○  バイロン・スティーブンス vs.  リー・バーンズ ×
2R 4:46 TKO（パンチ連打）
第18試合 MMAルール ミドル級ワンマッチ 5分3R
○  ドウェイン・ディグズ vs.  ジェイソン・クリステソン ×
1R 0:00 リアネイキドチョーク
第19試合 MMAルール 女子130ポンド契約ワンマッチ 5分3R
○  ケイティ・コリンズ vs.  ミシェル・ロイヤー ×
1R 0:48 腕ひしぎ十字固め
第20試合 MMAルール 女子110ポンド契約ワンマッチ 5分3R
○  アシュリー・カミンズ vs.  ニコール・スミス ×
2R 1:33 ラーンモーアチョーク